# National Bureau of Investigation

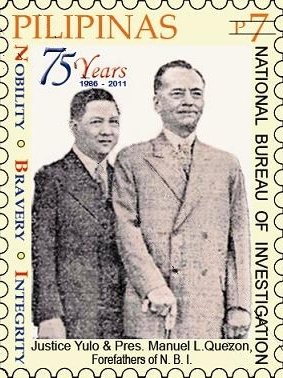
Timbre des Philippines de 2011 honorant José Yulo et Manuel L. Quezon, précurseurs du National Bureau of Investigation.

Le National Bureau of Investigation (Pambansang Kawanihan ng Pagsisiyasat) est un service de renseignement des Philippines fondé en 1936. Son siège est à Manille.

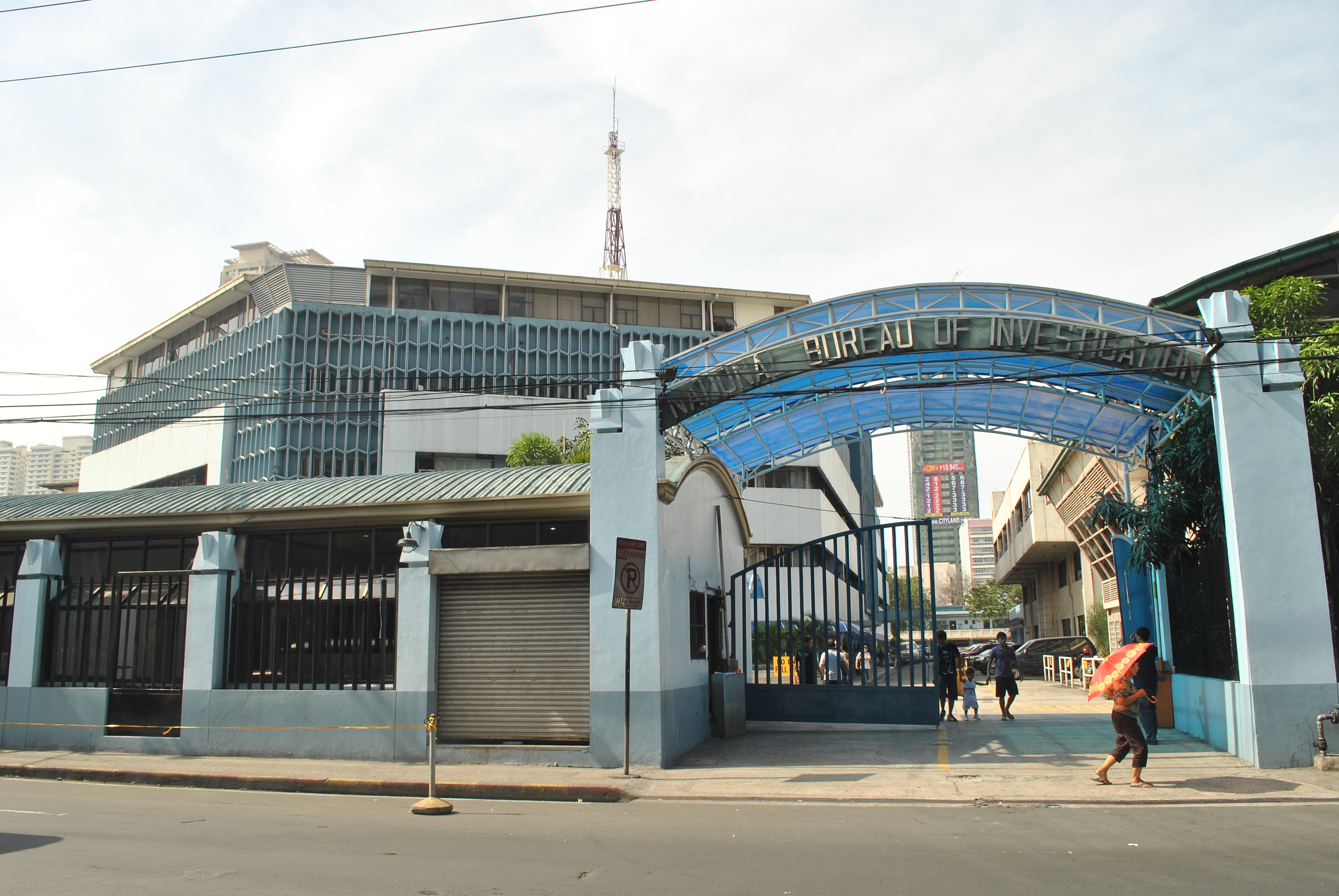
Siège du National Bureau of Investigation à Manille.